# ナスダックパワー
ナスダックパワー（欧字名:Nasdaq Power、1998年3月17日 - ?）は、日本の競走馬、種牡馬。
2001年、東京競馬場移設初年度のユニコーンステークス（GIII）優勝馬である。タヤスツヨシ産駒として初めて中央競馬（JRA）の重賞を果たした。

## 経歴

### デビューまで
北海道浦河町の櫛桁牧場で生産された父タヤスツヨシ、母リプルスの牡馬である。サンデーサイレンス系で1995年東京優駿（日本ダービー）優勝馬タヤスツヨシの2年目産駒。南関東や北関東など地方競馬で6勝を挙げたほか、1989年足利競馬場のオールスターカップで3着となるなどの活躍を果たしたリプルスの4番仔である。父内国産馬を好む牧場からは期待されており、誕生直後は「ゆったりとした馬」だったという。
2歳となって第1回セレクトセールに上場された。登場した際には「馬っ気」を出してしまい、曳き手を困らせたというが、日本中央競馬会に735万円で落札された。JRA日高育成牧場での育成を経て「抽せん馬」として、栗東トレーニングセンター所属の調教師石坂正に管理されて競走馬となった。デビュー後しばらくは山田芳昭が所有していたが、中途で名義が鋤元節夫に移っている。

### 競走馬時代

#### 中央競馬時代
2000年、3歳となった夏の小倉競馬場、芝の新馬戦でデビューを果たしたが連敗した。続いて同じ芝の未勝利戦に臨んだが再び連敗して4連敗、3歳のうちに勝ち上がることができなかった。しかし年をまたぎ2001年3月、阪神競馬場の未勝利戦でダートに転向して初勝利、5戦目で勝ち上がりを果たした。続いて500万円以下からはダート専念、昇級初戦こそ5着となったが、4月の京都競馬場で2勝目、500万円以下を2戦目で突破した。
続いて5月、中京競馬場の昇竜ステークス（OP）に当地名古屋競馬の吉田稔を鞍上に迎えて参戦し、2着に5馬身差をつけて勝利。
連勝を果たして続く6月、ユニコーンステークス（GIII）で重賞初挑戦となった。ユニコーンステークスは、これまで秋の中山競馬場、ダート1800メートルという条件で施行されていた。これまで5回開催されており、優勝馬はすべて後にGI級タイトルにありついており「出世レース」とされていた。しかし第6回を迎えたこの年から条件が変更されて6月、東京競馬場のダートマイルに変更されていた。条件変更初年度に挑むナスダックパワーは、江田照男に乗り替わって参戦。芝重賞優勝のフジノテンビー、端午ステークス優勝のイシヤクマッハに次ぐ3番人気という支持だった。
スタートからフジノテンビーが逃げ、ハイペースを演出する一方、ナスダックパワーは中団馬群の中を追走した。直線に向いて各々進出し、逃げるフジノテンビーに迫るがなかなか捉えられなかった。そんな中唯一ナスダックパワーだけが、末脚を見せてフジノテンビーに迫り、捉えていた。先頭奪取後は突き放して独走、2着を守り切ったフジノテンビーに2馬身半差をつけて優勝、3連勝で重賞優勝を果たしていた。タヤスツヨシ産駒として初めて中央競馬の重賞優勝を成し遂げていた。
出世レースを優勝したナスダックパワーは、この後休養に入って秋に備えたが、右前脚の屈腱炎を発症して長期休養を余儀なくされた。休養は長引き、ユニコーンステークス以後、中央競馬では一度も出走することができないまま、馬齢表記改まって5歳（旧6歳）となった2003年1月になって中央競馬を退いた。

#### 地方競馬時代
その後は地方のホッカイドウ競馬に移籍。門別競馬場の原孝明調教師に託された。この頃には脚部不安は、患部の右前脚に留まらず、左前脚にも発生するようになり、馬主は再三引退を考えていたという。しかし原の情熱で現役続行となり、脚部に細心の注意を払いながら移籍7か月後の2003年8月20日、旭川競馬場で2年2か月ぶりの復帰を果たして2着となった。
その後7着、3着を挟んだ4戦目、ホッカイドウ競馬シーズン終盤の10月30日、日高生産連特別で復活の勝利を挙げた。シーズン終了後は休養せず、12月の宇都宮競馬場で行われるとちぎマロニエカップ（交流GIII）参戦を目論んで登録したが、出走は叶わなかった。年をまたいで2004年も現役を続行、7戦をこなして1勝2着2回という活躍。2004年10月25日付で地方競馬の競走馬登録を抹消し引退した。

### 種牡馬時代
引退後は種牡馬となり、2005年から2012年まで供用され、毎年10頭以下の繁殖牝馬と交配した。8年間の供用で21頭の血統登録された産駒が生まれ、うち12頭が勝利を挙げた。2012年7月30日付で用途変更となった。

## 競走成績
以下の内容は、JBISサーチ、netkeiba、地方競馬全国協会に基づく。
| 年月日     | 競馬場 | 競走名                 | 格   | 距離（馬場）  | 頭数 | 枠番 | 馬番 | オッズ（人気） | 着順 | タイム （上り3F） | 着差 | 騎手     | 斤量 [kg] | 勝ち馬/（2着馬）       | 馬体重 [kg] |
| ---------- | ------ | ---------------------- | ---- | ------------- | ---- | ---- | ---- | -------------- | ---- | ----------------- | ---- | -------- | --------- | ---------------------- | ----------- |
| 2000.07.16 | 小倉   | 3歳新馬                |      | 芝1200m（良） | 10   | 4    | 4    | 055.80（8人）  | 06着 | R1:12.4（36.6）   | -1.1 | 熊沢重文 | 53        | マチカネニジノハシ     | 480         |
| 0000.07.29 | 小倉   | 3歳新馬                |      | 芝1200m（良） | 12   | 3    | 3    | 020.70（7人）  | 04着 | R1:10.6（35.8）   | -0.5 | 熊沢重文 | 53        | オイスターチケット     | 474         |
| 0000.08.27 | 小倉   | 3歳未勝利              |      | 芝1800m（良） | 9    | 8    | 9    | 003.90（2人）  | 05着 | R1:52.5（38.0）   | -1.0 | 熊沢重文 | 53        | スキャンボーイ         | 482         |
| 0000.09.17 | 阪神   | 3歳未勝利              |      | 芝1400m（良） | 16   | 3    | 6    | 019.70（6人）  | 10着 | R1:24.4（37.6）   | -2.3 | 熊沢重文 | 53        | ディープインサイド     | 478         |
| 2001.03.17 | 阪神   | 3歳未勝利              |      | ダ1800m（良） | 10   | 3    | 3    | 050.90（6人）  | 01着 | R1:56.9（37.5）   | -0.3 | 藤田伸二 | 55        | （サザンフィッシュ）   | 512         |
| 0000.04.07 | 阪神   | 3歳500万下             |      | ダ1800m（良） | 16   | 8    | 16   | 018.40（5人）  | 05着 | R1:54.6（37.9）   | -0.4 | 藤田伸二 | 55        | マジックワード         | 502         |
| 0000.04.28 | 京都   | 3歳500万下             |      | ダ1800m（良） | 10   | 6    | 6    | 006.70（2人）  | 01着 | R1:53.8（37.7）   | -0.3 | 松永幹夫 | 55        | （マイネルフォース）   | 506         |
| 0000.05.20 | 中京   | 昇竜S                  | OP   | ダ1700m（良） | 16   | 1    | 2    | 009.40（5人）  | 01着 | R1:46.5（38.6）   | -0.9 | 吉田稔   | 55        | （メイショウドウサン） | 498         |
| 0000.06.02 | 東京   | ユニコーンS            | GIII | ダ1600m（良） | 16   | 3    | 6    | 005.10（3人）  | 01着 | R1:36.4（36.8）   | -0.4 | 江田照男 | 55        | （フジノテンビー）     | 494         |
| 2003.08.20 | 旭川   | サツカーボーイ賞       |      | ダ1600m（良） | 8    | 7    | 7    | 000.00（3人）  | 02着 | R1:44.9（00.0）   | -0.3 | 坂下秀樹 | 56        | フレアリングマズル     | 510         |
| 0000.09.18 | 旭川   | ゼンノエルシド賞       |      | ダ1600m（稍） | 12   | 4    | 4    | 000.00（1人）  | 07着 | R1:45.1（00.0）   | -1.3 | 坂下秀樹 | 56        | チェイスチェイス       | 514         |
| 0000.10.16 | 門別   | 様似アポイ特別         |      | ダ1800m（良） | 9    | 5    | 5    | 000.00（5人）  | 03着 | R1:56.9（00.0）   | -0.5 | 坂下秀樹 | 56        | エプソムシアター       | 524         |
| 0000.10.30 | 門別   | 日高生産連特別         |      | ダ1800m（不） | 7    | 5    | 5    | 001.30（1人）  | 01着 | R1:55.0（00.0）   | -0.1 | 坂下秀樹 | 56        | （カネマサヘイロー）   | 522         |
| 2004.05.27 | 札幌   | 胆振軽種馬農協組合特別 |      | ダ1700m（良） | 9    | 6    | 6    | 000.00（3人）  | 02着 | R1:49.4（00.0）   | -0.4 | 坂下秀樹 | 56.5      | ボンジュールカミノ     | 518         |
| 0000.06.24 | 札幌   | 十勝ワイン特別         |      | ダ1700m（良） | 10   | 6    | 6    | 003.20（2人）  | 01着 | R1:50.9（00.0）   | -0.0 | 坂下秀樹 | 57        | （サンデーカロ）       | 514         |
| 0000.07.22 | 旭川   | 星雲賞                 | H2   | ダ1600m（良） | 9    | 7    | 7    | 000.00（3人）  | 04着 | R1:43.7（00.0）   | -1.6 | 坂下秀樹 | 57        | ビックネイチャー       | 514         |
| 0000.08.05 | 旭川   | ガーネットスター特別   |      | ダ1600m（良） | 7    | 3    | 3    | 000.00（1人）  | 02着 | R1:44.7（00.0）   | -0.6 | 坂下秀樹 | 58        | トニーファイヤー       | 510         |
| 0000.09.02 | 旭川   | 天の川特別             |      | ダ1600m（良） | 12   | 8    | 11   | 000.00（2人）  | 03着 | R1:45.2（00.0）   | -1.4 | 坂下秀樹 | 58        | デルマキングオー       | 514         |
| 0000.09.30 | 旭川   | バブルガムフェロー賞   |      | ダ1600m（稍） | 10   | 4    | 4    | 000.00（3人）  | 05着 | R1:44.6（00.0）   | -1.1 | 坂下秀樹 | 58        | ビックネイチャー       | 518         |
| 0000.10.14 | 門別   | 瑞穂賞                 | H2   | ダ1800m（良） | 12   | 6    | 8    | 000.00（5人）  | 06着 | R1:59.3（00.0）   | -1.1 | 坂下秀樹 | 56.5      | スローンフォル         | 520         |

## 種牡馬成績
以下の内容は、JBISサーチの情報に基づく。
| 種付年度 | 種付頭数 | 生産頭数 | 血統登録頭数 | 出走頭数 | 勝馬頭数 | 重賞勝馬頭数 | AEI  | CPI  |
| -------- | -------- | -------- | ------------ | -------- | -------- | ------------ | ---- | ---- |
| 2005     | 3        | 0        | 0            | 0        | －       | －           | －   |      |
| 2006     | 6        | 5        | 5            | 5        | 4        | －           | 0.09 |      |
| 2007     | 7        | 5        | 5            | 5        | 4        | 0            | 0.11 |      |
| 2008     | 8        | 7        | 6            | 6        | 3        | 0            | 0.04 |      |
| 2009     | 5        | 2        | 2            | 0        | －       | －           | －   |      |
| 2010     | 3        | 2        | 1            | 0        | －       | －           | －   |      |
| 2011     | 1        | 1        | 1            | 0        | －       | －           | －   |      |
| 2012     | 1        | 1        | 1            | 1        | 1        | 0            | 0.68 |      |
| 合計     | 合計     | 合計     | 21           | 17       | 12       | 0            | 0.11 | 0.49 |

## 血統
| ナスダックパワーの血統      | ナスダックパワーの血統                               | ナスダックパワーの血統          | （血統表の出典）                | （血統表の出典）          |
| 父系                        | サンデーサイレンス系/ヘイロー系                      | サンデーサイレンス系/ヘイロー系 | サンデーサイレンス系/ヘイロー系 | [ § 2 ]                   |
| 父 タヤスツヨシ 1992 黒鹿毛 | 父の父*サンデーサイレンス Sunday Silence 1986 青鹿毛 | Halo                            | Hail to Reason                  | Hail to Reason            |
| 父 タヤスツヨシ 1992 黒鹿毛 | 父の父*サンデーサイレンス Sunday Silence 1986 青鹿毛 | Halo                            | Cosmah                          |                           |
| 父 タヤスツヨシ 1992 黒鹿毛 | 父の父*サンデーサイレンス Sunday Silence 1986 青鹿毛 | Wishing Well                    | Understanding                   | Understanding             |
| 父 タヤスツヨシ 1992 黒鹿毛 | 父の父*サンデーサイレンス Sunday Silence 1986 青鹿毛 | Wishing Well                    | Mountain Flower                 |                           |
| 父 タヤスツヨシ 1992 黒鹿毛 | 父の母*マガロ Magaro 1980 黒鹿毛                     | Caro                            | *フォルティノ                   | *フォルティノ             |
| 父 タヤスツヨシ 1992 黒鹿毛 | 父の母*マガロ Magaro 1980 黒鹿毛                     | Caro                            | Chambord                        |                           |
| 父 タヤスツヨシ 1992 黒鹿毛 | 父の母*マガロ Magaro 1980 黒鹿毛                     | Magic                           | Buckpasser                      | Buckpasser                |
| 父 タヤスツヨシ 1992 黒鹿毛 | 父の母*マガロ Magaro 1980 黒鹿毛                     | Magic                           | Aspidistra                      |                           |
| 母 リプルス 1984 鹿毛       | 母の父*ナイスダンサー Nice Dancer 1969 鹿毛          | Northern Dancer                 | Nearctic                        | Nearctic                  |
| 母 リプルス 1984 鹿毛       | 母の父*ナイスダンサー Nice Dancer 1969 鹿毛          | Northern Dancer                 | Natalma                         |                           |
| 母 リプルス 1984 鹿毛       | 母の父*ナイスダンサー Nice Dancer 1969 鹿毛          | Nice Princess                   | Le Beau Prince                  | Le Beau Prince            |
| 母 リプルス 1984 鹿毛       | 母の父*ナイスダンサー Nice Dancer 1969 鹿毛          | Nice Princess                   | Happy Night                     |                           |
| 母 リプルス 1984 鹿毛       | 母の母アローガーデニア 1979 栃栗毛                   | アローエクスプレス              | *スパニッシュイクスプレス       | *スパニッシュイクスプレス |
| 母 リプルス 1984 鹿毛       | 母の母アローガーデニア 1979 栃栗毛                   | アローエクスプレス              | *ソーダストリーム               |                           |
| 母 リプルス 1984 鹿毛       | 母の母アローガーデニア 1979 栃栗毛                   | ミモザ                          | *アザーストーンウッド           | *アザーストーンウッド     |
| 母 リプルス 1984 鹿毛       | 母の母アローガーデニア 1979 栃栗毛                   | ミモザ                          | エストレリータ                  |                           |
| 母系(F-No.)                 | リケサ(ARG)系(FN:4-h)                                | リケサ(ARG)系(FN:4-h)           | リケサ(ARG)系(FN:4-h)           | [ § 3 ]                   |
| 5代内の近親交配             | Almahmoud 5 × 5 = 6.25％                             | Almahmoud 5 × 5 = 6.25％        | Almahmoud 5 × 5 = 6.25％        | [ § 4 ]                   |
| 出典                        | 1. 2. 3. 4.                                          | 1. 2. 3. 4.                     | 1. 2. 3. 4.                     | 1. 2. 3. 4.               |